# Чиккони, Джованни
Джованни Чиккони (итал. Giovanni Cicconi; 1938, Милан — 7 августа 2016, Флоренция) — итальянский пианист и музыкальный педагог.
Окончил музыкальную школу в Терамо, затем изучал политические науки в Римском университете и юриспруденцию во Флорентийском университете.
Концертировал как солист и в дуэте со своей женой, также пианисткой Розой Марией Скарлино. Выступил инициатором ежегодной серии концертов во Флоренции «Музыкальные приметы весны» (итал. Manifestazioni musicali di Primavera), камерных концертов в Галерее Уффици.
Преподавал фортепиано в консерватории Пезаро, затем в Матере и наконец во Флорентийской консерватории имени Луиджи Керубини, в 1996—2003 гг. её директор. Среди разнообразных инициатив Чиккони во главе консерватории — экспериментальный курс по истории музыки и музыкальным инструментам в начальной школе, внедрённый в коммуне Баньо-а-Риполи.